# Patriotes.eu
Patriotes.eu (anciennement Parti Identité et démocratie, PID ; en anglais : Identity and democracy party) est un parti politique européen de droite nationaliste et d'extrême droite fondé en 2014 et qui a obtenu le statut de parti politique européen en 2015 sous son ancien nom Mouvement pour une Europe des nations et des libertés (MENL).

## Histoire

### Mouvement pour une Europe des nations et des libertés (2014-2019)
Il est composé de partis autrefois membres de l'Alliance européenne pour la liberté (EFA) qui n'arrivèrent pas à former un groupe politique au Parlement européen après les élections de 2014. Le parti néerlandais Parti pour la liberté (PVV) refuse d'être subventionné par l'Union européenne et n'y adhère pas. Le MENF reçoit des crédits pour 1 170 746 € en 2015 plus 621 677 € pour sa fondation, intitulée Fondation pour une Europe des nations et des libertés.
Son premier congrès se déroule le 27 juin 2015 à Perpignan. Son président est Louis Aliot.
Il comprend uniquement quatre partis représentés au Parlement européen : le Front national, la Ligue du Nord, le Parti de la liberté d'Autriche et le Vlaams Belang. Un parti tchèque (Občanská konzervativní strana, OKS), non représenté au Parlement, est également membre de cette alliance. Nicolas Lebourg, spécialiste de l'extrême droite, relève que si la plupart des partis membres d'ENL sont engagés, à la suite du RN, dans une stratégie de dédiabolisation, le mouvement comprend le parti tchèque Liberté et démocratie directe, qui « veut expulser les Roms en Inde » et dont le leader « appelle à élever des porcs et à les promener autour des mosquées ».
Lors de l'enregistrement du parti auprès de l'Autorité pour les partis politiques européens et les fondations politiques européennes, 35 députés européens sont déclarés en septembre 2017.

Logo du Mouvement pour une Europe des nations et des libertés (2014-2019).

### Parti Identité et démocratie (2019-2024)
Le 2 juillet 2019, à la suite des élections européennes de 2019 et au renommage du groupe ENL en Identité et démocratie, le Mouvement pour une Europe des nations et des libertés est renommé en Parti Identité et démocratie[réf. nécessaire]. Le parti pourrait être alors rejoint par de nouveaux alliés ayant participé à la création du groupe Identité et démocratie.
En 2023, Lors du congrès de l'AfD, le parti allemand vote en faveur de rejoindre le parti Identité et Démocratie, dont il n'était pas encore membre.

### Patriotes.eu (depuis 2024)
Il change de nom pour devenir Patriotes.eu en août 2024. Il est à cette occasion élargi à d'autres partis nationaux de pays membres de l'Union européenne.
En juillet 2025, un rapport confidentiel de l'administration du Parlement européen accuse le groupe Identité et démocratie d'avoir utilisé de manière irrégulière 4,33 millions d'euros de crédits de fonctionnement entre 2019 et 2024. Le rapport dénonce notamment l'attribution de contrats sans appels d'offres conformes à des prestataires proches du Rassemblement national, incluant les sociétés Unanime et e-Politic liées à la mouvance néofasciste, ainsi que des donations à des associations sans rapport avec les activités parlementaires. L'administration européenne considère que cette somme peut faire l'objet de mesures correctrices et le dossier pourrait être transmis à l'Office européen de lutte antifraude pour enquête.

### Élections marquantes

#### En France
À l'issue du premier tour de l'élection présidentielle de 2017, Marine Le Pen se qualifie pour le second tour avec Emmanuel Macron, en arrivant en deuxième position, avec 21,3 % des suffrages exprimés.

#### En Autriche
Lors des élections législatives autrichiennes de 2017, alors que la droite arrive en tête, le FPÖ arrive en 3e position avec 51 sièges. À l'issue du scrutin, Sebastian Kurz est appelé par le président fédéral Alexander Van der Bellen à former le prochain gouvernement fédéral ; le 24 octobre, Kurz invite officiellement le FPÖ à démarrer des négociations pour la mise en œuvre d'une coalition. Heinz-Christian Strache accepte le jour même et les négociations commencent le lendemain. D'une durée habituelle d'environ deux mois, elles aboutissent à la formation du Gouvernement Kurz I le 18 décembre.

#### En Italie
Lors des élections générales de 2018, la coalition de centre droit, dont le parti Ligue est membre, arrive en tête des élections avec 37,0 % des voix.

#### Élections européennes
Le parti est créé après les élections européennes de 2014. Son prédécesseur, l'Alliance européenne pour la liberté n'avait pas réussi à former un groupe au parlement européen alors que le parti avait réalisé des bons scores comme en France avec le FN qui était arrivé en tête, avec 24,86 % des voix, et remporte 24 sièges.
Pour les élections européennes de 2019, des membres du parti lancent l'Alliance européenne des peuples et des nations qui vise à créer un grand groupe nationaliste au Parlement européen en regroupant plusieurs partis européens. Alors que l'Alliance européenne des peuples et des nations fait élire 73 députés européens, 58 sont membres de partis affiliés au MENL. Le 12 juin, le groupe ENL est renommé en Identité et démocratie et rassemble les 73 députés de l'alliance. À la suite de ce renommage, le MENL est aussi renommé en Parti Identité et démocratie.

## Financement
En tant que parti politique européen, Patriotes.eu a droit à un financement public européen, qu'il a reçu sans interruption depuis sa première demande en 2015.
Le graphique ci-dessous montre l'évolution du financement public européen reçu par Patriotes.eu.
Montant (€)Financement public européen des partis politiques européens01 000 0002 000 0003 000 0004 000 0005 000 0002004200720102013201620192022Somme maximum allouée au financement publicMontant de financement public effectivement reçu
Conformément au règlement sur les partis politiques européens et les fondations politiques européennes, Patriotes.eu collecte également des fonds privés pour cofinancer ses activités. En 2025, les partis européens doivent ainsi trouver au moins 10% de leurs dépenses remboursables auprès de sources privées, le reste pouvant être couvert par le financement public européen.
Le graphique ci-dessous montre l'évolution des contributions et des dons reçus par Patriotes.eu.
Montant (€)Contributions reçues par les partis politiques européens100 000150 000200 000250 000300 000350 000400 000450 00020152017201920212023Patriotes
Montant (€)Financement public européen des partis politiques européens01000200030004000500020152017201920212023Patriotes

## Membres

### Membres actuels
| Pays                          | Parti                                  | Année d'adhésion | Parlementaires nationaux | Parlementaires nationaux | Députés européens |
| Pays                          | Parti                                  | Année d'adhésion | Chambre haute            | Chambre basse            | Députés européens |
| ----------------------------- | -------------------------------------- | ---------------- | ------------------------ | ------------------------ | ----------------- |
| Autriche                      | Parti de la liberté d'Autriche         | 2014             | 14 / 60                  | 57 / 183                 | 6 / 19            |
| Belgique                      | Vlaams Belang                          | 2014             | 8 / 60                   | 20 / 150                 | 3 / 21            |
| Espagne                       | Vox                                    | 2024             | 3 / 266                  | 33 / 350                 | 6 / 61            |
| Estonie                       | Parti populaire conservateur d'Estonie | 2019             |                          | 17 / 101                 | 0 / 7             |
| France                        | Rassemblement national                 | 2014             | 3 / 348                  | 114 / 577                | 29 / 81           |
| Grèce                         | Voix de la Raison                      | 2024             |                          | 0 / 300                  | 1 / 21            |
| Hongrie                       | Fidesz                                 | 2024             |                          | 116 / 199                | 12 / 21           |
| Italie                        | Ligue - Salvini Premier                | 2014             | 30 / 200                 | 66 / 400                 | 8 / 76            |
| Lettonie                      | Lettonie d'abord                       | 2024             | 0 / 0                    | 8 / 100                  | 1 / 9             |
| Pays-Bas                      | Parti pour la liberté                  | 2015             | 4 / 75                   | 37 / 150                 | 6 / 29            |
| Pologne                       | Mouvement national                     | 2024             | 0 / 100                  | 7 / 460                  | 2 / 53            |
| Portugal                      | Chega                                  | 2020             |                          | 50 / 230                 | 2 / 21            |
| Tchéquie                      |                                        |                  |                          |                          |                   |
| ANO 2011                      | 2024                                   | 7 / 81           | 72 / 200                 | 6 / 21                   |                   |
| Serment                       | 2024                                   | 1 / 81           | 0 / 200                  | 1 / 21                   |                   |
| Automobilistes pour eux-mêmes | 2024                                   | 0 / 81           | 0 / 200                  | 1 / 21                   |                   |

### Anciens membres
| Pays      | Parti                         | Année d'adhésion |
| --------- | ----------------------------- | ---------------- |
| Allemagne | Alternative pour l'Allemagne  | 2019-2024        |
| Bulgarie  | Renaissance                   | 2024             |
| Tchéquie  | Liberté et démocratie directe | 2017-2024        |
| Slovaquie | Parti national slovaque       | 2024             |

### Membres individuels
Patriotes.eu comprend également un certain nombre de membres individuels, bien que, comme la plupart des autres partis européens, il n'ait pas cherché à développer une adhésion individuelle de masse.
Le graphique ci-dessous montre l'évolution des membres individuels de Patriotes.eu depuis 2019.
Membres individuelsMembres individuels des partis politiques européens0246810201920202021202220232024Patriotes

## Bureau politique
| Parti  | Pays    | Nom              | Fonction        |
| ------ | ------- | ---------------- | --------------- |
| Vox    | Espagne | Santiago Abascal | Président       |
| Fidesz | Hongrie | Kinga Gál        | Vice-présidente |
| RN     | France  | Catherine Griset | Trésorière      |

### Anciens présidents
- Louis Aliot (FN /  France)
- Jean-François Jalkh (FN /  France)
- Gerolf Annemans (VB /  Belgique)

## Représentation au sein des institutions européennes
| Organisation        | Institution                                        | Nombre de sièges |
| ------------------- | -------------------------------------------------- | ---------------- |
| Union européenne    | Parlement européen                                 | 72 / 720         |
| Union européenne    | Commission européenne                              | 0 / 27           |
| Union européenne    | Conseil européen (chefs d'État ou de gouvernement) | 1 / 27           |
| Union européenne    | Conseil de l'UE (ministres)                        |                  |
| Union européenne    | Comité européen des régions                        | 0 / 329          |
| Conseil de l'Europe | Assemblée parlementaire (dans le groupe GCE)       | 101 / 612        |

## Fondation Identité et Démocratie
La fondation Identité et démocratie est le think-tank lié au parti, et dont la présidente est Mathilde Androuët.

## Identité visuelle

Logo de 2014 à 2019.
Logo de 2019 à 2024.
Logo depuis 2024.